# Moločna
Moločna (ukrajinsky Молочна), na horním toku Tokmak (ukrajinsky Токмак) je řeka v Záporožské oblasti na Ukrajině. Je 197 km dlouhá. Povodí má rozlohu 3450 km².

## Průběh toku
Pramení na Azovská plošině. Na dolním toku je hodně členitá a v jejím povodí se nachází mnoho rybníků. Ústí do Moločného limanu (úmoří Azovského moře).

## Vodní stav
Zdrojem vody jsou převážně sněhové srážky. Průměrný průtok vody činí 2,1 m3/s. V létě a zvláště na podzim a v zimě dochází k povodním. V některých letech řeka vysychá nebo promrzá až do dna.

## Využití
Na řece leží města Tokmak, Moločansk, Melitopol.